# St. Joseph (Mettlach)

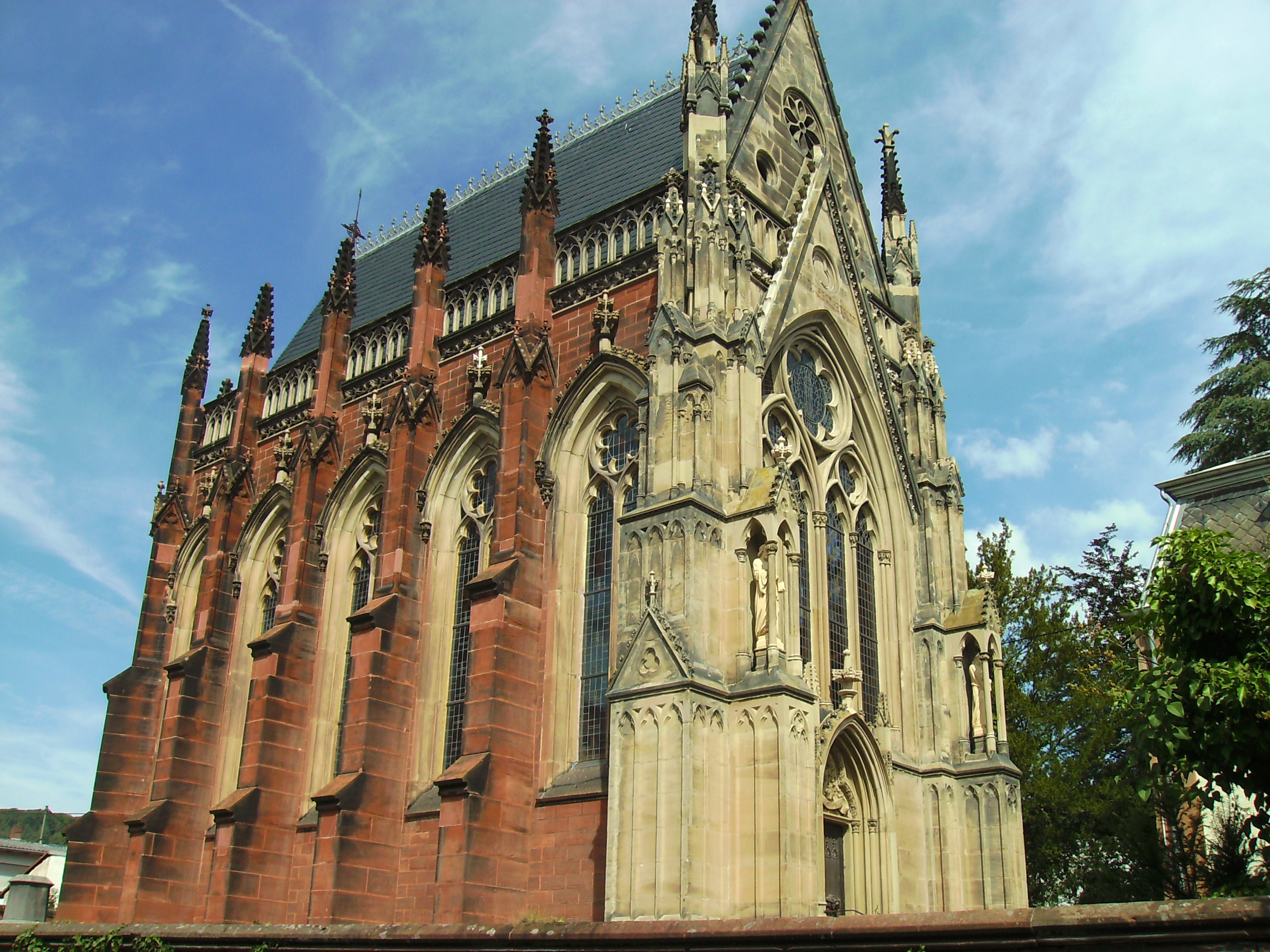
Kapelle St. Joseph, Mettlach

Die Kapelle St. Joseph in Mettlach ist ein neugotischer Sakralbau des frühen Historismus in der Saar-Region. Die ursprünglich 1864 in Wallerfangen errichtete Kapelle wurde 1878/1879 abgetragen und nach Mettlach transloziert, wo sie 1882 mit kleinen Veränderungen wieder aufgebaut wurde. Seit dem Frühjahr 2013 ist sie nach zehnjähriger Renovierung wieder zugänglich.

## Geschichte

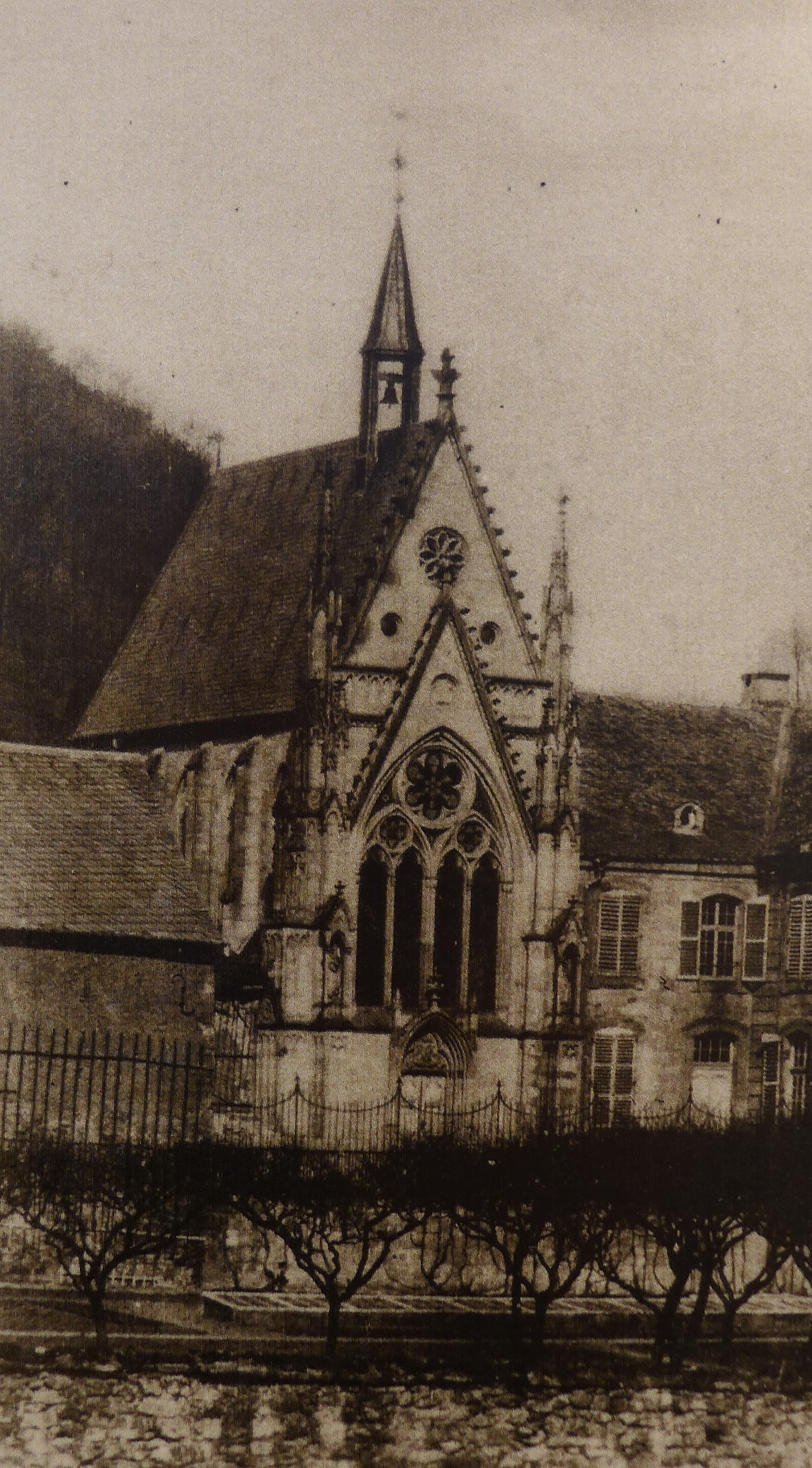
Neogotische Kapelle am Schloss Villeroy vor der Abtragung in den Jahren 1878/1879 (Archiv des Museums Wallerfangen)

Céphalie Thierry geborene de Lasalle, eine Enkelin von Barbe de Galhau, ließ die Kapelle 1864 am Familiensitz in Wallerfangen – heute bekannt als „Schloss Villeroy“ – erbauen. Architekt war Franz Georg Himpler, der später in Amerika Karriere machte. Als Vorbild diente die gotische Sainte-Chapelle in Paris, auch wenn die Ausmaße weitaus bescheidener blieben. Die Kapelle wurde von den Barmherzigen Schwestern vom hl. Karl Borromäus genutzt, die im nahen Krankenhaus tätig waren. Als ein neues Krankenhaus an anderer Stelle in Wallerfangen in Betrieb genommen wurde, blieb die Kapelle ungenutzt.
Der Erbe des Schlosses Villeroy, Ernest Villeroy, überließ die Kapelle seinem Onkel Eugen von Boch, der sie für sein neues Krankenhaus in Mettlach nutzen wollte. Von Boch, Leiter des Keramikunternehmens Villeroy & Boch, ließ die Kapelle in Wallerfangen abtragen, per Treidelschiff auf der Saar nach Mettlach transportieren und dort neu aufbauen. Die neu angelegte Krypta sollte als Familiengruft dienen. Im Inneren wurde die Kapelle ergänzend mit farbenprächtigen Keramikfliesen ausgestattet.
Die mit der Zeit aufgetretenen, kriegs- und witterungsbedingten Bauschäden wurden ab 2003 umfassend behoben. Der in den 1950er Jahren im Inneren aufgebrachte weiße Putz wurde entfernt, die beschädigten Fliesen und die Wand- und Deckenmalereien wurden ausgebessert oder erneuert. Die mehr als eine Million Euro teuren Renovierungsarbeiten dauerten zehn Jahre. Neben der Besitzerfamilie von Boch-Galhau beteiligten sich die Deutsche Stiftung Denkmalschutz, der Bund und das Land an den Kosten. Im Herbst 2013 wurde die Familie von Boch für die Renovierung der Kapelle und der Abtei in Mettlach in der Kategorie Private Eigentümer mit dem 7. Saarländischen Denkmalpflegepreis ausgezeichnet.

## Ausstattung

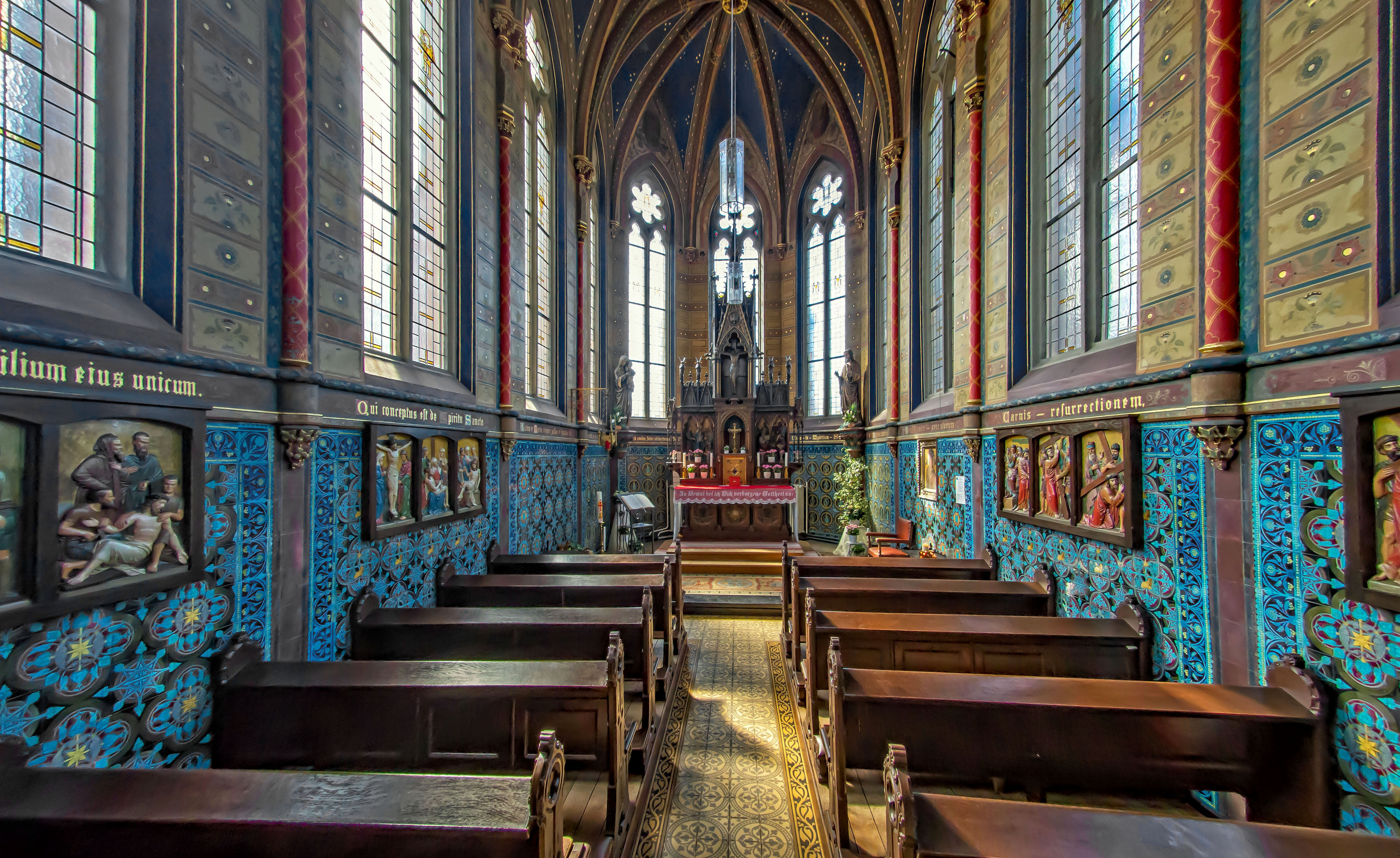
Kirchenschiff in Richtung Altar

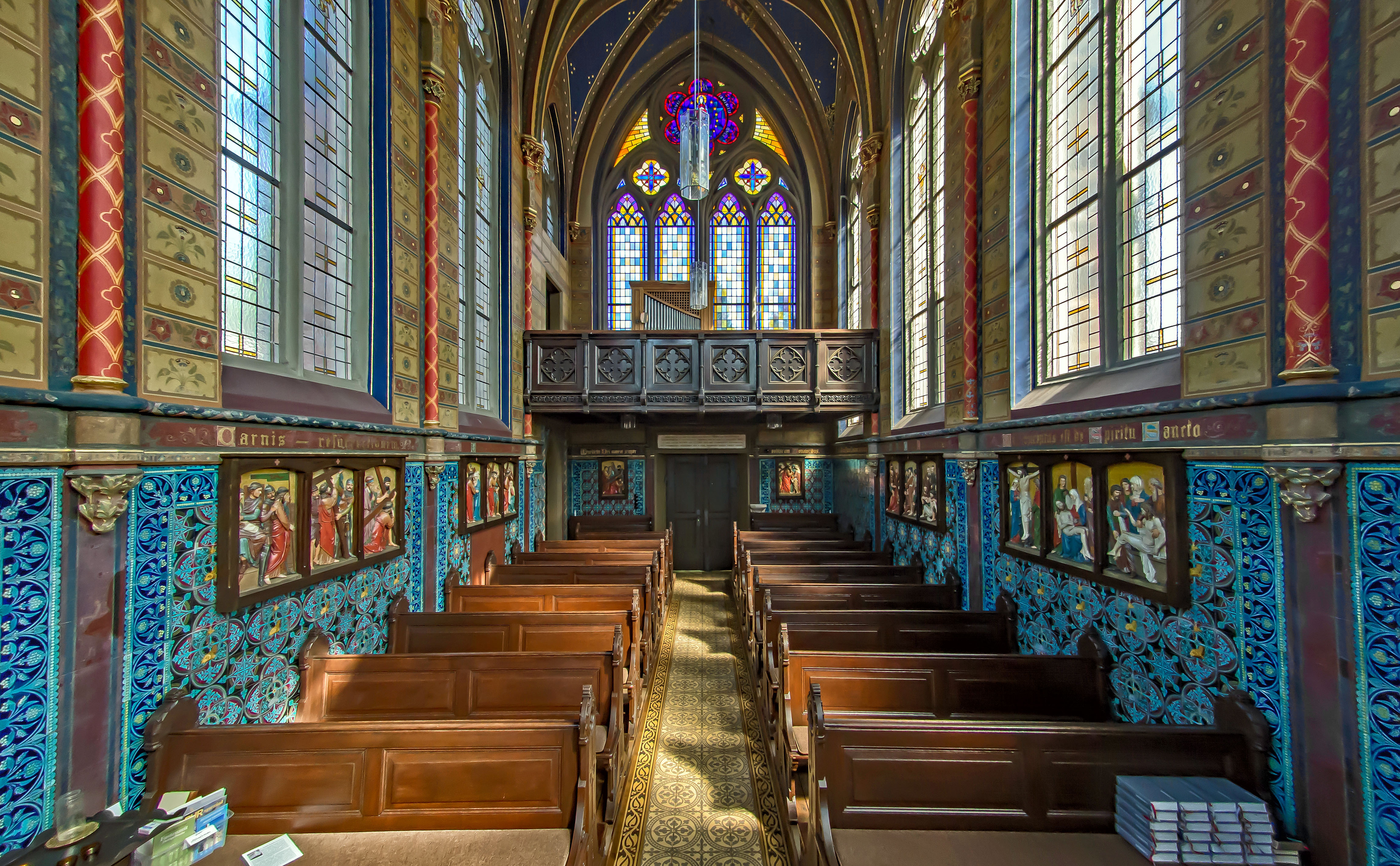
Kirchenschiff in Richtung Empore und Orgel

Die innen knapp fünf Meter breite Kapelle hat 70 Sitzplätze. Der schmale vierachsige Bau mit dreiseitigem Chor ist verhältnismäßig hoch mit einem steilen Dach. Die Eingangsfassade ist aufwändig gestaltet. Das zentrale Bleiglasfenster des Chors ist bunt gehalten, die beiden seitlichen Chorfenster und die zehn Maßwerkfenster an den Seitenwänden sind nur leicht getönt. Über dem Eingang befindet sich ein symmetrisch aufgebautes Maßwerkfenster.
Das Deckengewölbe ist strahlend blau ausgemalt. Ein zwei Meter hoher, bunter Fliesensockel bedeckt die Seitenwände einschließlich des Chorraums; er besteht aus Mettlacher Platten von Villeroy & Boch, die im 19. Jahrhundert in ganz Europa vertrieben wurden. Da es sich nicht um Platten mit gängigen Motiven handelt, ist unklar, ob es sich um eine der damals üblichen Kleinserien handelt oder ob die Wandfliesen eigens für die Kapelle angefertigt wurden. Diese Frage konnte das Unternehmensarchiv von Villeroy & Boch bislang nicht klären (Stand 2012). Zwischen Fliesensockel und Decke befinden sich sorgsam restaurierte historistische Gemälde.
Zur Ausstattung gehören Kreuzwegstationen aus Terrakotta, große Statuen der hl. Maria und des hl. Joseph im Chor, eine kretische Ikone aus dem 15. Jahrhundert, ein neugotischer Altar sowie ein Bodenmosaik im Altarbereich.

## Orgel
Im Frühjahr 2024 wurde auf der Empore eine Orgel errichtet. Das Instrument wurde am 14. April 2024 durch den Rector ecclesiae Pfr. Hans-Thomas Schmitt geweiht. Es handelt sich um eine englische Chororgel der Firma Cousans mit 9 Registern (I/P), die vom Orgelbauer Hubert Fasen aus Oberbettingen/Eifel restauriert und aufgearbeitet wurde.
Die Disposition ist die folgende:
| Manual (F-g''') | Manual (F-g''') |
| --------------- | --------------- |
| Open Diapason   | 8'              |
| Stop Diapason   | 8'              |
| Dulciana        | 8'              |
| Principal       | 4'              |
| Flute           | 4'              |
| Piccolo         | 2'              |

| Pedal (C-d') | Pedal (C-d') |
| ------------ | ------------ |
| Bourdon      | 16'          |
| Gedact       | 8'           |
| Bass Flute   | 4'           |

## Lage
Die Kapelle St. Joseph liegt etwas versteckt. Die Adresse ist Bahnhofstraße 9, der Zugang ist möglich über die Einfahrt zum benachbarten Krankenhaus, Saaruferstraße 10. Neben der Kapelle steht ein 1901 errichtetes Denkmal für Eugen von Boch und seine Frau Octavie geborene Villeroy.

## Galerie

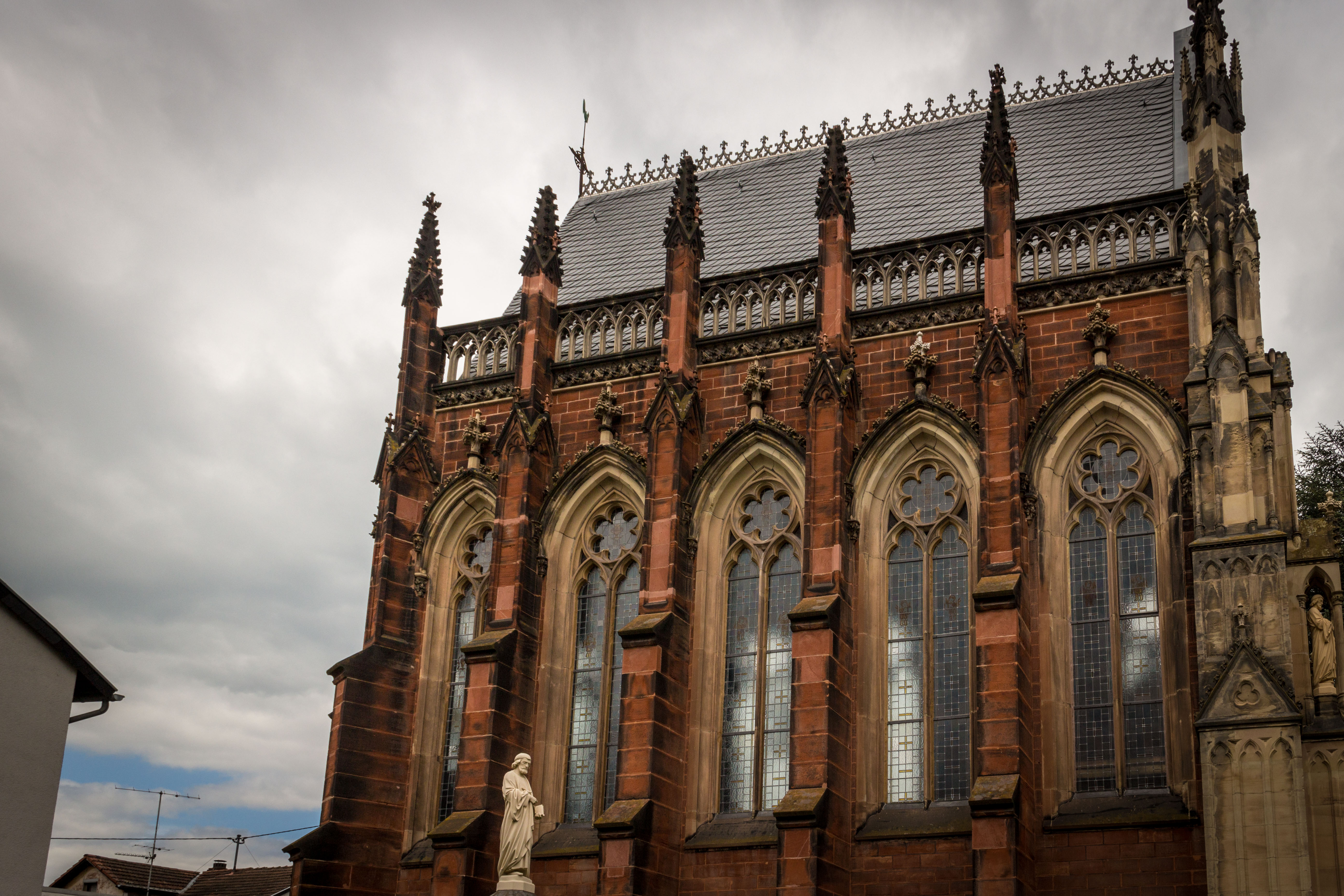
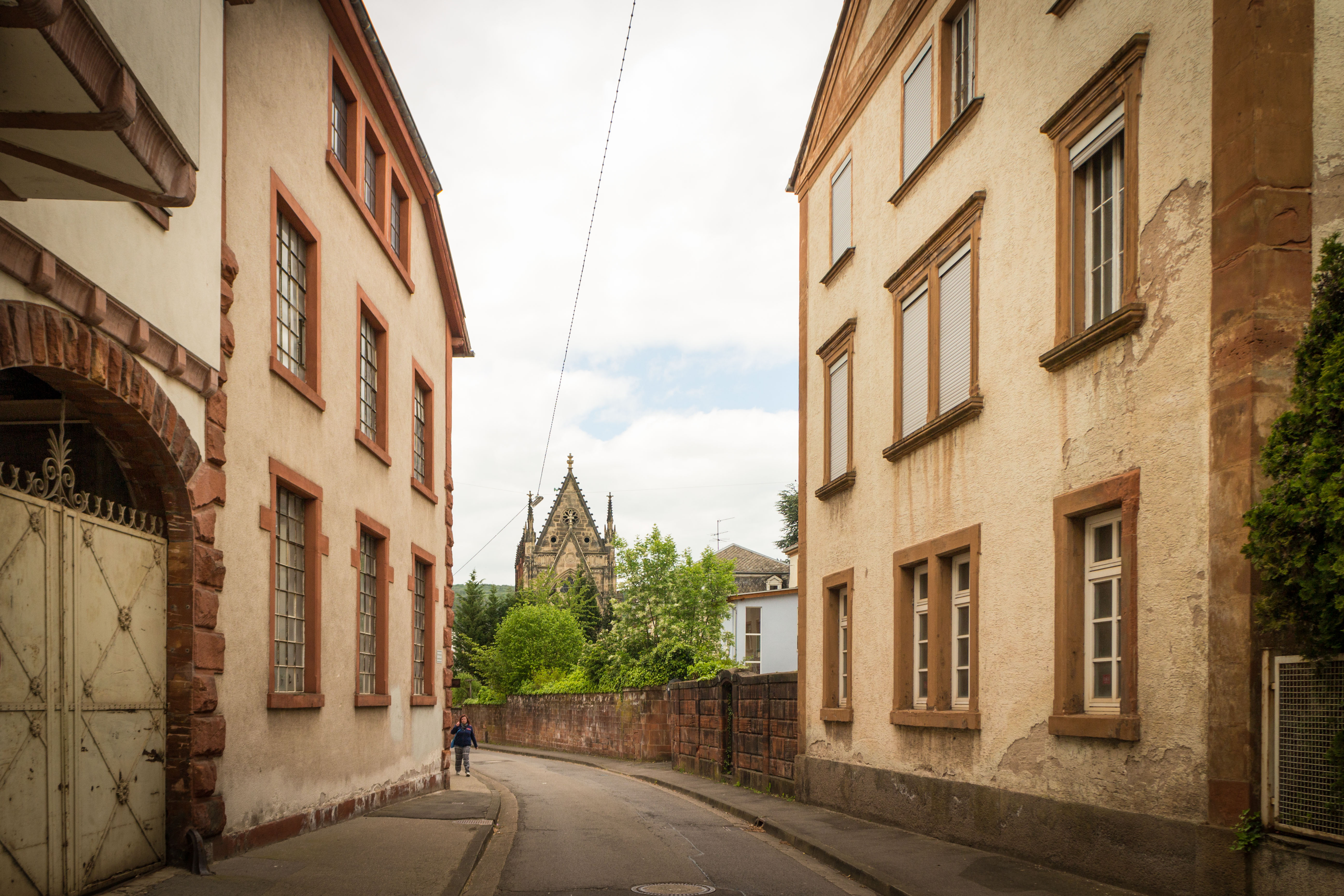
Lage der Kapelle in der Bahnhofstraße (Blick aus Richtung Bahnhof)
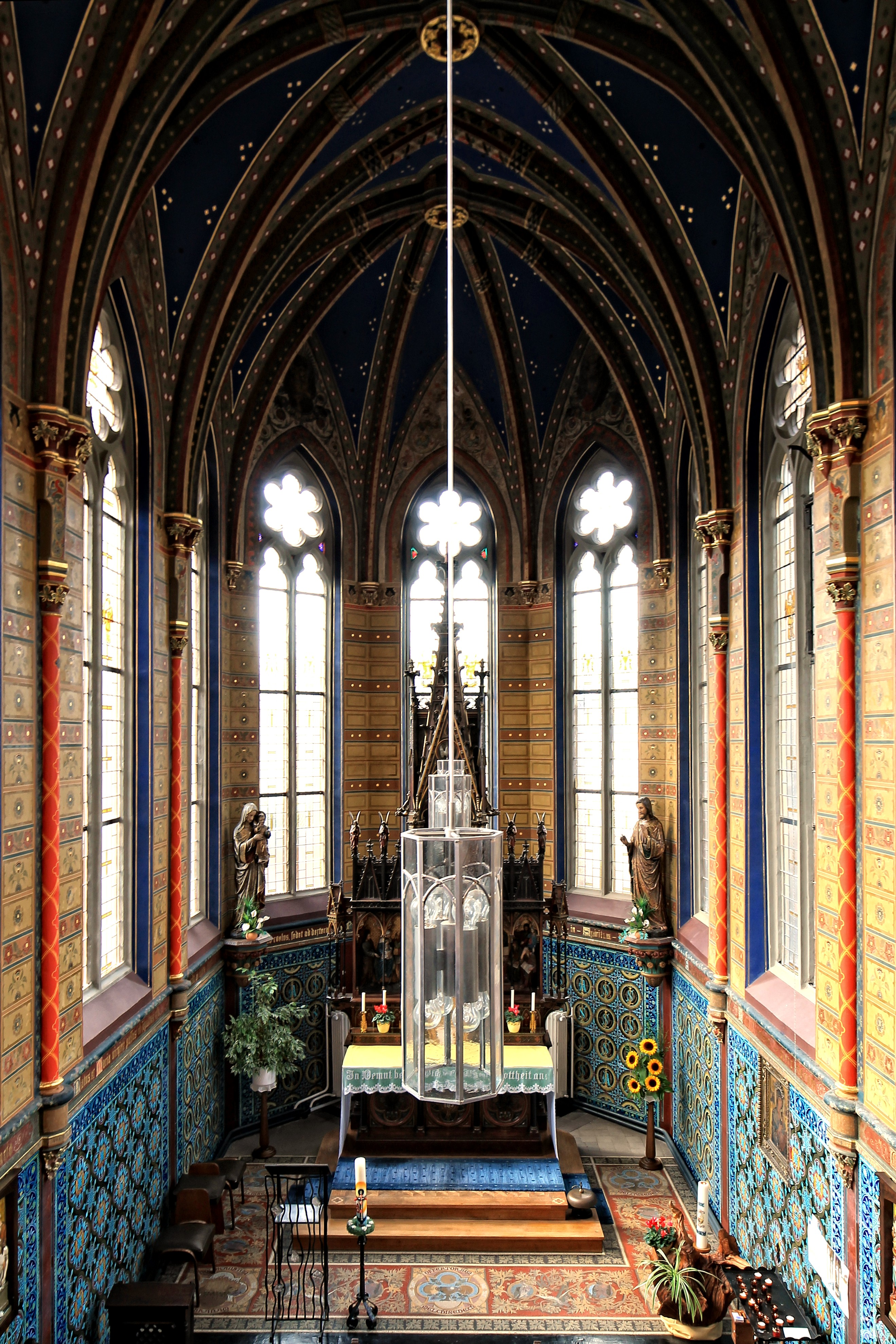
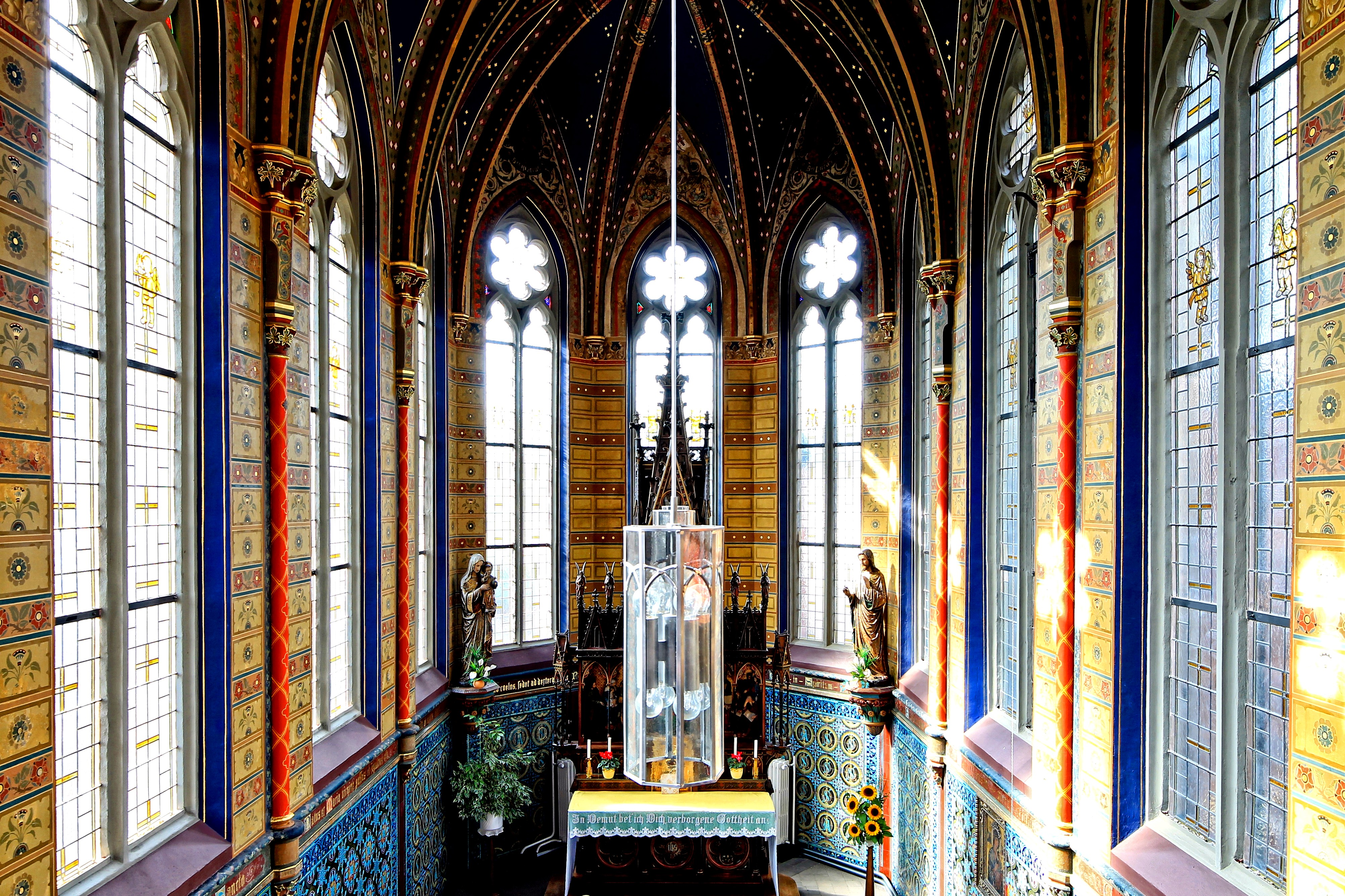
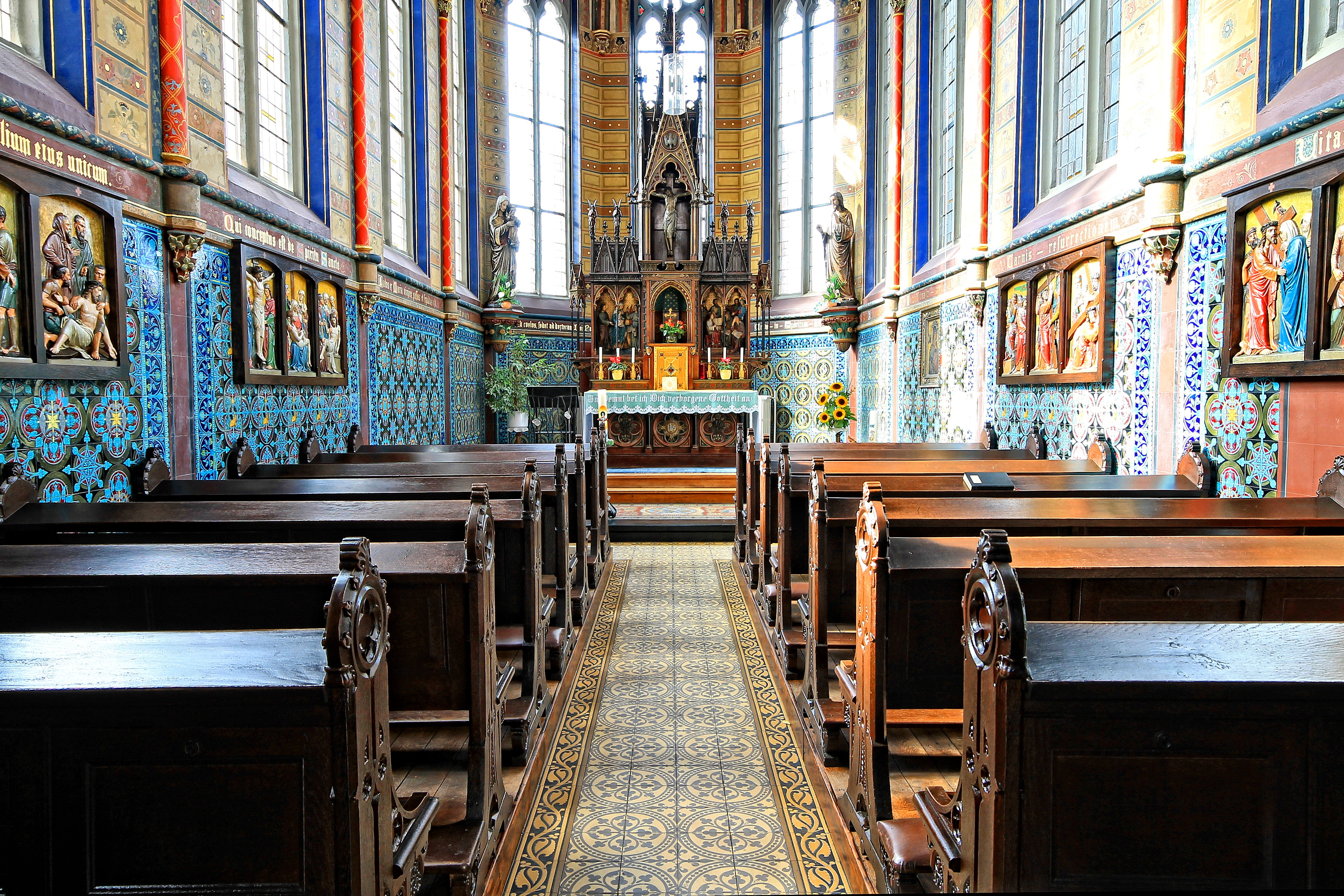
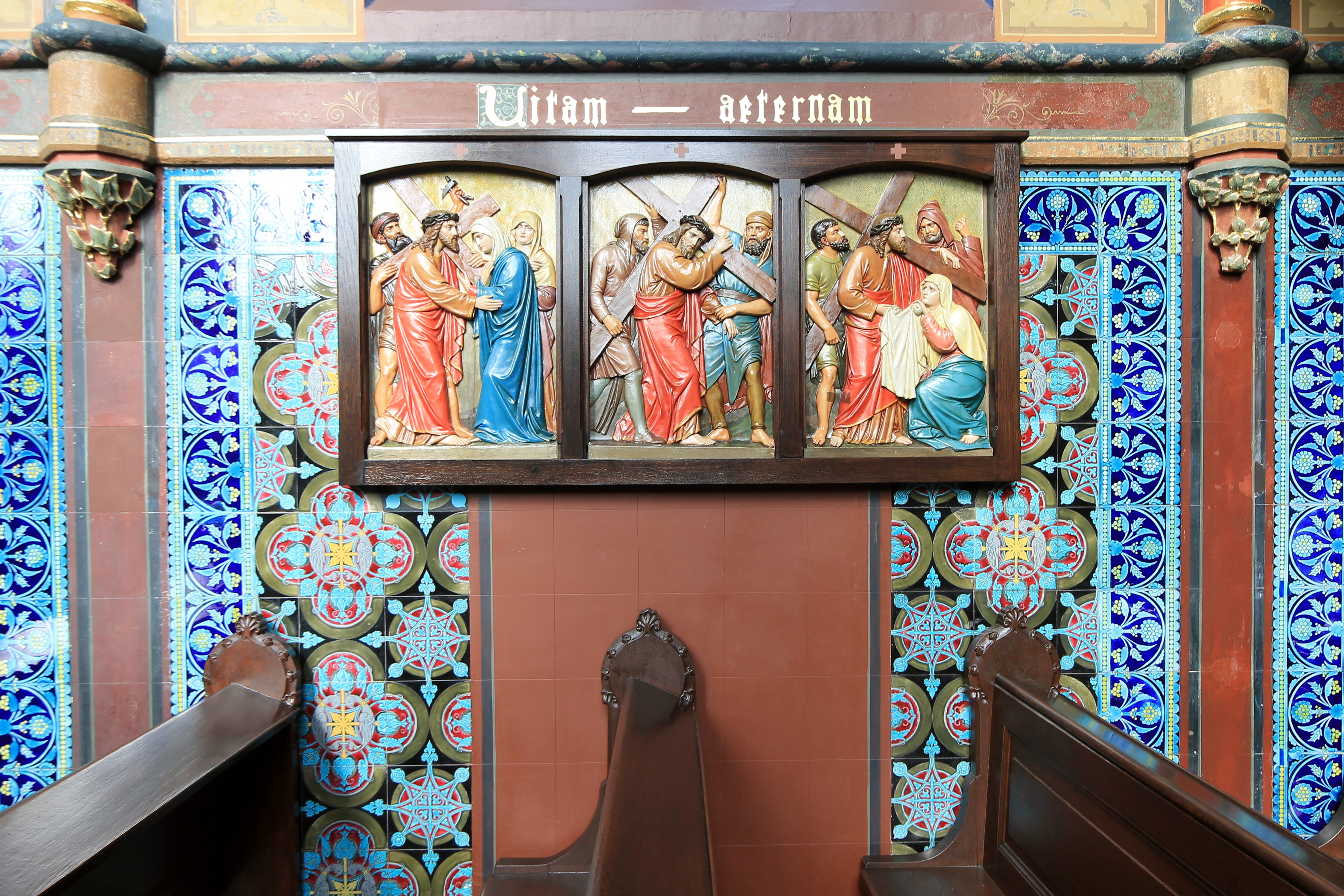
Detail Fliesensockel und Kreuzweg
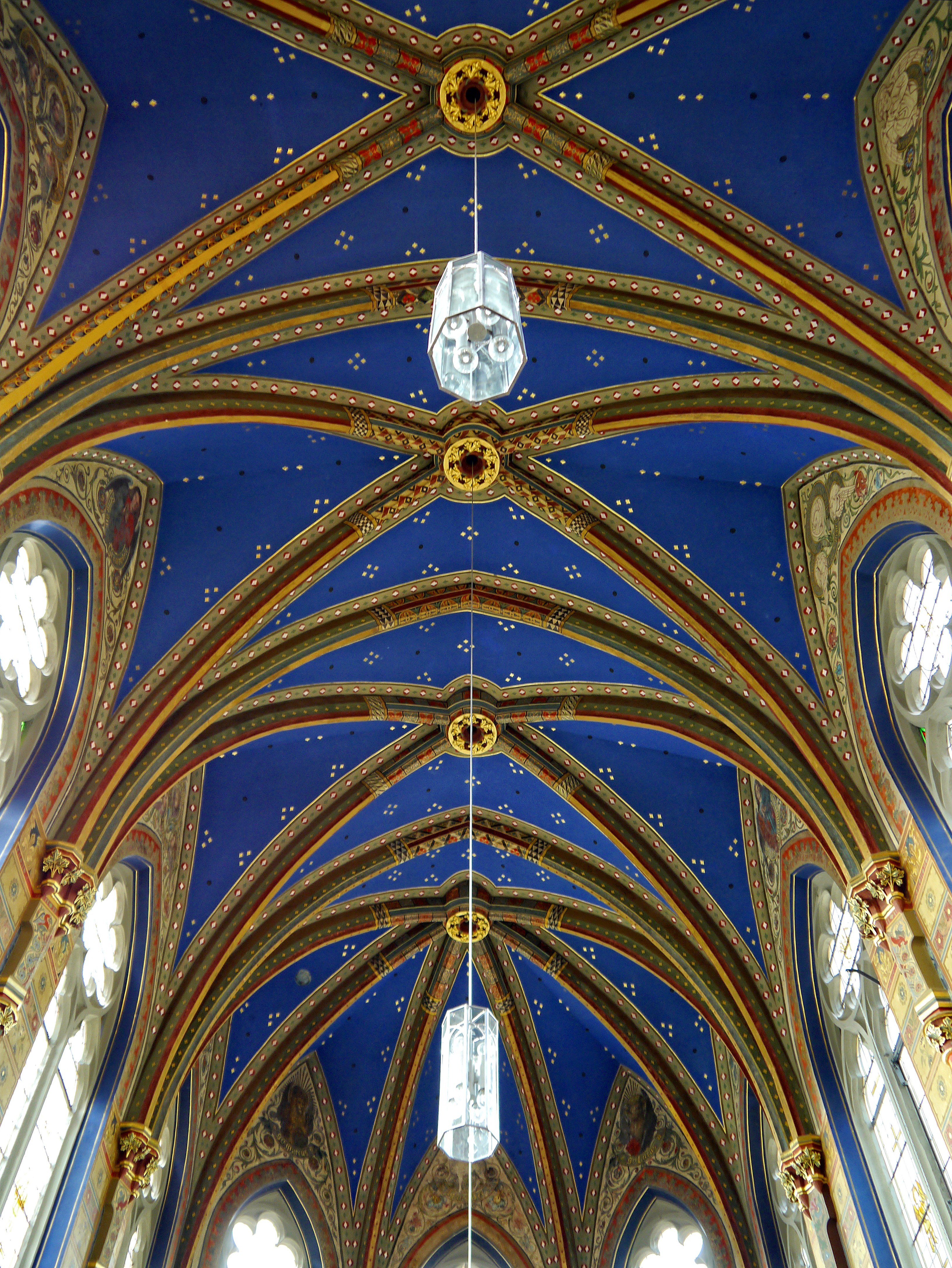
Das blau ausgemalte Deckengewölbe
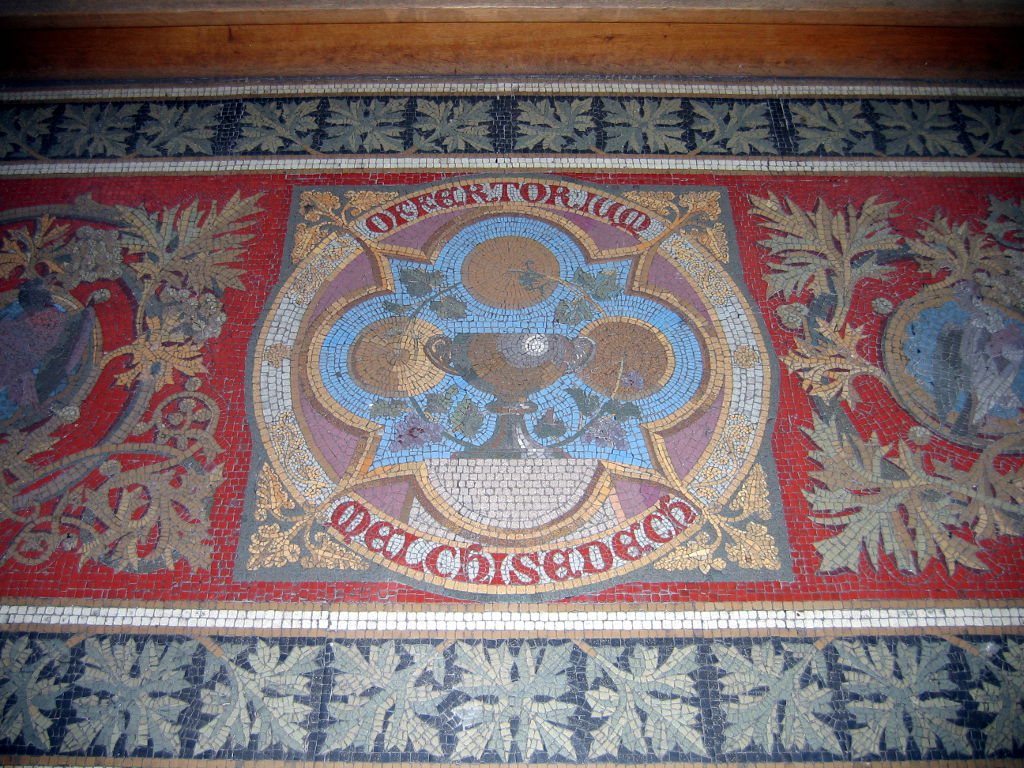
Bodenmosaik vor dem Altar